# Arte dei Cuoiai e Galigai
L'Arte degli Cuoiai e Galigai è stata una delle Arti Minori delle corporazioni di arti e mestieri di Firenze.

## Storia
Le prime notizie di questa Arte risalgono al 1282, quando aveva già la sede in via delle Terme, presso la torre dei Buondelmonti davanti allo sbocco del chiasso di San Biagio. 
Il duca Alessandro I dei Medici nel 1534 decise di riformarne gli statuti, riducendole a semplici associazioni di mestiere, senza più alcuna rilevanza sul piano politico. L'"Università dei Maestri di Cuoiame" riunì gli appartenenti alle Arti dei Calzolai, Galigai e Correggiai.  Era governata da sei consoli ed ebbe per protettrice la santissima Trinità; l'insegna adottata fu lo stemma bianco e nero già usato dai Cuoiai; nel 1561 venne annessa anche l'Arte Maggiore dei Vaiai e Pellicciai, per cui l'università assunse la denominazione di "Università dei Vaiai e Cuoiai"; la prima sede venne stabilita in via Lambertesca e nel 1562 fu spostata in via delle Terme.
Nel 1770 Pietro Leopoldo soppresse tutte le Arti istituendo la Camera di Commercio.

## Organizzazione interna

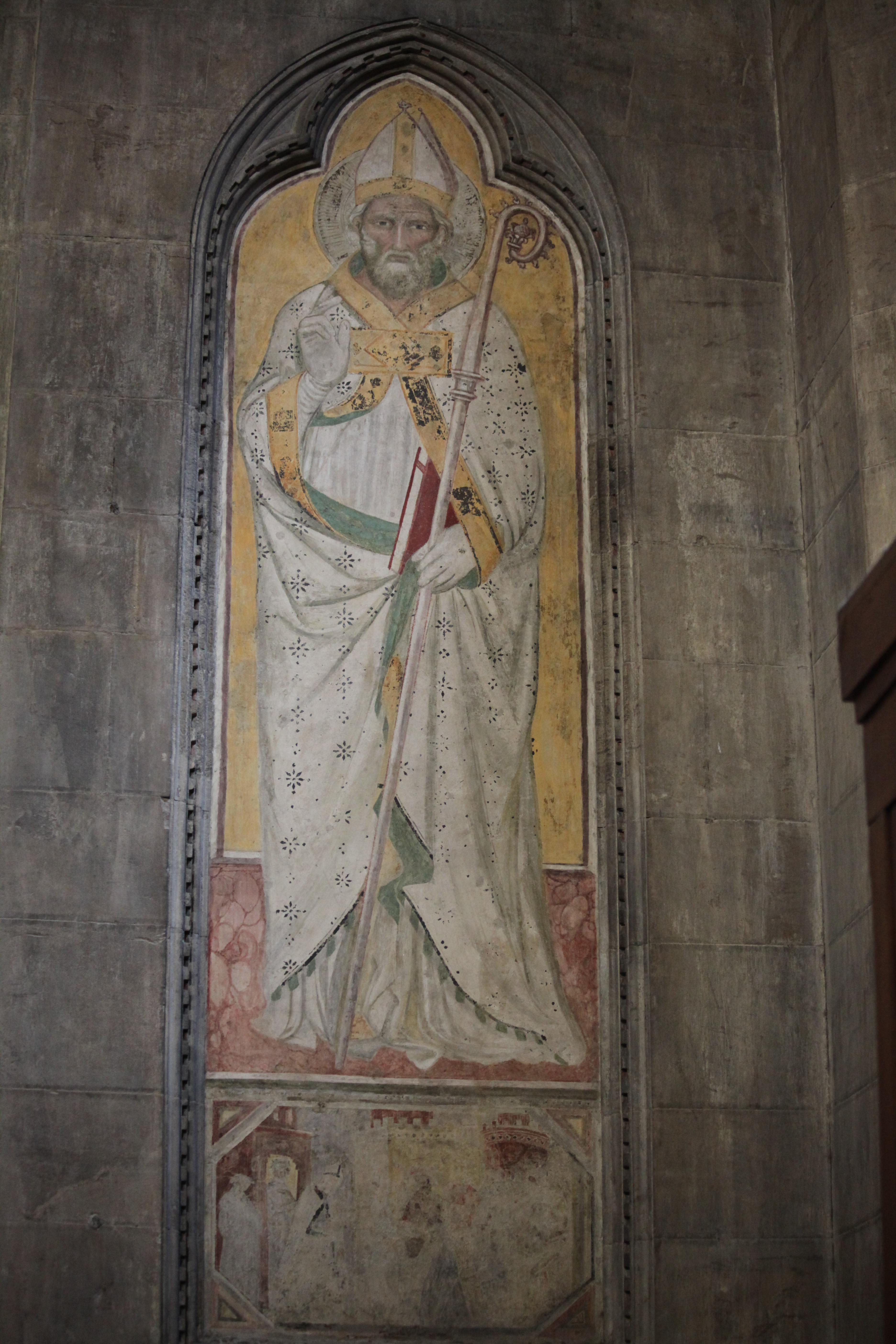
Sant'Agostino di Niccolò Gerini, Orsanmichele

Cuoiai e galigai erano pressoché lo stesso mestiere, con la differenza che i secondi erano più orientati alla produzione di suole per calzature (dal latino caliga). Si trattava di lavori maleodoranti, che a metà del Trecento erano concentrati attorno a San Pier Scheraggio (lo Scheraggio era proprio una gora dove scorrevano le acque putride delle concerie) e Santa Trinita (dove esisteva la piazza de' Cuoiai). Con la costruzione degli Uffizi e la bonifica di queste zone, tali lavorazioni sgradevoli vennero concentrate nella zona più periferica di via delle Conce e via dei Conciatori, dove fino agli anni cinquanta del Novecento esistevano ancora laboratori del cuoio e canaletti di scolo che riversavano in Arno.
La concia delle pelli avveniva per diversi passaggi, e si divideva essenzialmente in due processi: quello delle pelli crude, ovvero quelle fresche appena macellate dai beccai, e quello delle pelli secche, per lo più importate e appartenenti ad animali morti da tempo e conservate sotto sale, come avveniva per le pellicce.
Nel primo caso i primi lavoratori che toccavano per primi le pelli erano i pelacani, che tagliavano via tutti gli scarti quali coda, labbra, orecchie, zona genitale e perianale, e gli eventuali residui di carne, destinando queste frattaglie ora all'alimentazione ora alla produzione di sapone e colla. Le pelli venivano poi gettate nel calcinaio per qualche giorno, in vasche cioè piene d'acqua mista a calcina, poi raschiate immerse nella concia, dove stavano in ammollo fino a otto mesi in un bagno di acqua, orina fermentata e canizza (sterco di cane). Alle pelli di pecora e capra veniva aggiunto il sommacco, pianta ricca di tannino; alle altre il "rammorto", misto di polvere di sughero e di cerro. 
Le pelli "secche" invece andavano direttamente al concio. 
Si parlava di conciatura grossa o fine a seconda della taglia della bestia.

## Patronati
La corporazione scelse come proprio protettore sant'Agostino di Ippona, che veniva festeggiato il 28 agosto, mentre i conciatori ebbero come patrono san Filippo.  L'arte non possedeva una nicchia esterna in Orsanmichele, ma partecipò alla decorazione dei pilastri interni con affreschi riferibili a Niccolò Gerini.